# Skärgårdsslaget vid Grönvikssund
Skärgårdsslaget vid Grönvikssund var ett slag under det finska kriget 1808-09.

## Bakgrund
Den ryska flottan hade fått förstärkningar efter den svenska förlusten vid Sandöström. Svenskarna var tvungna att hålla vattnen i norr för att inte de ryska flottan skulle kunna hota den svenska huvudarmén som stred i Österbotten. Vid rapporten att ryska segelfartyg hade siktats utanför Nystad, sände Johan Ludvig Brant 35 kanonslupar att säkra vattnen norr om den Åboländska skärgården.

## Slaget
Den 30 augusti mötte man en rysk flotta på 20 kanonslupar och 4 kanonjollar, och en sextimmars artilleriduell upptogs. Trots svåra skador lyckades den svenska flottan, med hjälp av vinden, få övertaget. Den ryska flottan flydde söderut mot Åbo, svenskarna följde hack i häl. Efterföljandet måste dock avbrytas vid nattens ankomst. Grönviksund var en stor svensk seger som stoppade den ryska offensiven norrut.